# かえっこ
かえっことは、カエルポイントと呼ばれる世界共通のこども通貨を使い、遊ばなくなったおもちゃ等を子ども同士で循環させる仕組みの買い物遊びを通じて子どもたちに自主的な活動を促す場である。

## 概要
かえっこは、現代美術作家の藤浩志（秋田市文化創造館館長、十和田市現代美術館元館長、NPO法人アーツセンターあきた理事長、NPO法人+arts副理事長、株式会社藤スタジオ代表、秋田公立美術大学大学院複合芸術研究科・アーツ＆ルーツ専攻教授）によって発案された、子ども同士で遊ばなくなったおもちゃ等を交換するための活動。
遊ばなくなったおもちゃを持ち込むことで『かえるポイント』と呼ばれる擬似通貨と交換することができる。その『かえるポイント』を使用し他のこどもの持ち込んだおもちゃを「購入」することで、いらなくなったおもちゃの交換ができる。
『かえるポイント』は世界共通の通貨であり、かえっこバザールで手に入れたポイントは他のかえっこバザールでも使用できる。子どもと子どもの心を持った人だけが使用できるということになっている。
かえっこバザールではワークショップコーナーが開かれる場合もあり、おもちゃを持ち込まなかった子どもがその場で、スタッフとして働いたり、何らかの体験活動や、あそびをすることで『かえるポイント』を得ておもちゃを「購入」することができる。